# Gnatholepis volcanus
Gnatholepis volcanus är en fiskart som beskrevs av Herre 1927. Gnatholepis volcanus ingår i släktet Gnatholepis och familjen smörbultsfiskar. Inga underarter finns listade i Catalogue of Life.